# Czesław Kwieciński
Czesław Kwieciński (n. 20 ianuarie 1943, Kaunas, Lituania) este un luptător ce a reprezentat Polonia, medaliat olimpic. A participat la 5 ediții ale Jocurilor Olimpice (1964, 1968, 1972, 1976, 1980) în care a câștigat două medalii de bronz.